# Klangforum Wien
Klangforum Wien (en alemán, literalmente, Foro de los sonidos) es una orquesta de cámara austriaca, especializada en música contemporánea. Tiene su sede en Viena, en la sala del Konzerthaus.
Fundada en 1985 por el compositor Beat Furrer, carece de director titular, y se considera un conjunto de solistas, que acostumbran a actuar sin director. Actualmente, sin embargo, el director francés Sylvain Cambreling actúa habitualmente con la orquesta como director invitado. Ha destacado tradicionalmente interpretando la música de compositores actuales alemanes y austriacos, como  Helmut Lachenmann, Wolfgang Rihm, Friedrich Cerha y Hans Zender.
El conjunto, además de su ciclo regular en el Konzerthaus, ha participado en diversos festivales musicales europeos (Wien Modern, Wiener Festwochen, Festival de Donaueschingen, etc). Entre sus últimos proyectos se encuentra el estreno en el Teatro Real de Madrid de la ópera Poppea e Nerone, del compositor belga Philippe Boesmans.